# 西経63度線
西経63度線（せいけい63どせん）は、本初子午線面から西へ63度の角度を成す経線である。北極点から北極海、北アメリカ、大西洋、南アメリカ、南極海、南極大陸を通過して南極点までを結ぶ。
西経63度線は、東経117度線と共に大円を形成する。

## 通過する地域一覧
西経63度線は、北極点から南極点まで南に向かって以下の場所を通っている。
| 地理座標                                             | 国土・領土・領海   | 備考 |
| ---------------------------------------------------- | ------------------ | --- |
| 北緯90度0分 西経63度0分 / 北緯90.000度 西経63.000度  | 北極海             | |
| 北緯83度22分 西経63度0分 / 北緯83.367度 西経63.000度 | リンカーン海       | |
| 北緯82度35分 西経63度0分 / 北緯82.583度 西経63.000度 | カナダ             | ヌナブト準州 — エルズミーア島 |
| 北緯81度54分 西経63度0分 / 北緯81.900度 西経63.000度 | ネアズ海峡         | |
| 北緯81度12分 西経63度0分 / 北緯81.200度 西経63.000度 | グリーンランド     | |
| 北緯76度20分 西経63度0分 / 北緯76.333度 西経63.000度 | バフィン湾         | |
| 北緯70度0分 西経63度0分 / 北緯70.000度 西経63.000度  | デービス海峡       | |
| 北緯67度17分 西経63度0分 / 北緯67.283度 西経63.000度 | カナダ             | ヌナブト準州 — バフィン島 |
| 北緯65度35分 西経63度0分 / 北緯65.583度 西経63.000度 | デービス海峡       | |
| 北緯65度18分 西経63度0分 / 北緯65.300度 西経63.000度 | カナダ             | ヌナブト準州 — Muingmak島 |
| 北緯65度16分 西経63度0分 / 北緯65.267度 西経63.000度 | デービス海峡       | |
| 北緯60度0分 西経63度0分 / 北緯60.000度 西経63.000度  | 大西洋             | ラブラドル海 |
| 北緯58度53分 西経63度0分 / 北緯58.883度 西経63.000度 | カナダ             | ニューファンドランド・ラブラドール州 — ラブラドール地方 ケベック州（北緯52度0分 西経63度0分 / 北緯52.000度 西経63.000度から） |
| 北緯50度18分 西経63度0分 / 北緯50.300度 西経63.000度 | セントローレンス湾 | ジャック・カルティエ海峡 |
| 北緯49度44分 西経63度0分 / 北緯49.733度 西経63.000度 | カナダ             | ケベック州 — アンティコスティ島 |
| 北緯49度12分 西経63度0分 / 北緯49.200度 西経63.000度 | セントローレンス湾 | |
| 北緯46度25分 西経63度0分 / 北緯46.417度 西経63.000度 | カナダ             | プリンスエドワードアイランド州 |
| 北緯46度10分 西経63度0分 / 北緯46.167度 西経63.000度 | セントローレンス湾 | ヒルズボロ湾（英語版） |
| 北緯46度4分 西経63度0分 / 北緯46.067度 西経63.000度  | カナダ             | プリンスエドワードアイランド州 |
| 北緯46度3分 西経63度0分 / 北緯46.050度 西経63.000度  | セントローレンス湾 | ノーサンバーランド海峡（英語版） |
| 北緯45度47分 西経63度0分 / 北緯45.783度 西経63.000度 | カナダ             | ノバスコシア州 |
| 北緯44度42分 西経63度0分 / 北緯44.700度 西経63.000度 | 大西洋             | |
| 北緯18度16分 西経63度0分 / 北緯18.267度 西経63.000度 | アンギラ           | |
| 北緯18度14分 西経63度0分 / 北緯18.233度 西経63.000度 | カリブ海           | サン・マルタン（北緯18度7分 西経63度1分 / 北緯18.117度 西経63.017度）とタンタマール島（英語版）（北緯18度7分 西経62度59分 / 北緯18.117度 西経62.983度）の間を通過（ サン・マルタン） シント・マールテン（北緯18度3分 西経63度1分 / 北緯18.050度 西経63.017度）の東を通過 サン・バルテルミー（北緯18度3分 西経63度1分 / 北緯18.050度 西経63.017度）の西を通過 |
| 北緯17度32分 西経63度0分 / 北緯17.533度 西経63.000度 | オランダ           | シント・ユースタティウス島 |
| 北緯17度30分 西経63度0分 / 北緯17.500度 西経63.000度 | カリブ海           | セントクリストファー島（ セントクリストファー・ネイビス、北緯17度22分 西経62度52分 / 北緯17.367度 西経62.867度）の西を通過 Los Testigos島（ ベネズエラ、北緯11度22分 西経63度4分 / 北緯11.367度 西経63.067度）の東を通過 |
| 北緯10度43分 西経63度0分 / 北緯10.717度 西経63.000度 | ベネズエラ         | |
| 北緯3度37分 西経63度0分 / 北緯3.617度 西経63.000度   | ブラジル           | ロライマ州 アマゾナス州（北緯2度1分 西経63度0分 / 北緯2.017度 西経63.000度から） ロンドニア州（南緯7度59分 西経63度0分 / 南緯7.983度 西経63.000度から） |
| 南緯12度51分 西経63度0分 / 南緯12.850度 西経63.000度 | ボリビア           | |
| 南緯22度0分 西経63度0分 / 南緯22.000度 西経63.000度  | アルゼンチン       | |
| 南緯41度7分 西経63度0分 / 南緯41.117度 西経63.000度  | 大西洋             | |
| 南緯60度0分 西経63度0分 / 南緯60.000度 西経63.000度  | 南極海             | スミス島（サウス・シェトランド諸島、南緯63度5分 西経62度44分 / 南緯63.083度 西経62.733度）の西を通過 — アルゼンチン（アルゼンチン領南極）と チリ（チリ領南極）と イギリス (イギリス領南極地域)が領有権を主張 |
| 南緯64度32分 西経63度0分 / 南緯64.533度 西経63.000度 | 南極大陸           | アントウェルペン島（英語版） — アルゼンチン（アルゼンチン領南極）と チリ（チリ領南極）と イギリス (イギリス領南極地域)が領有権を主張 |
| 南緯64度36分 西経63度0分 / 南緯64.600度 西経63.000度 | 南極海             | |
| 南緯64度47分 西経63度0分 / 南緯64.783度 西経63.000度 | 南極大陸           | アルゼンチン（アルゼンチン領南極）と チリ（チリ領南極）と イギリス (イギリス領南極地域)が領有権を主張 |